# Stesse
Stesse ist ein Ortsteil der Stadt Meschede im nordrhein-westfälischen Hochsauerlandkreis in Deutschland. Am 31. Dezember 2023 hatte Stesse 38 Einwohner.

## Geografie
Der Ort befindet sich rund fünf Kilometer westlich von Meschede sowie ein Kilometer südlich des Bergkegels Stesser Burg und des Naturschutzgebiets „Ruhrtal bei Laer“. Angrenzende Orte sind Calle im Süden und Wennemen im Norden.
Durch Stesse führt die Landesstraße 914 und fließt die Kelbke.

## Geschichte
Die Erdschüttungen der Stesser Burg befinden sich auf dem  gleichnamigen Bergkegel. Die Wallburg stammt vermutlich aus der vorrömischen Eisenzeit.
Frühe Anhaltspunkte über die Größe des Ortes ergeben sich auch aus einem Schatzungsregister für das Jahr 1543. Demnach gab es in „Steße“ zwei Schatzungspflichtige; die Zahl dürfte mit den damals vorhandenen Höfen bzw. Häusern übereingestimmt haben.
Stesse gehörte zur Pfarrgemeinde Calle und seit dem 19. Jahrhundert zur politischen Gemeinde Calle. Seit der Neugliederung durch das Sauerland/Paderborn-Gesetz zum 1. Januar 1975 gehört Stesse zum Hochsauerlandkreis und ist ein Ortsteil der Stadt Meschede.

## Kultur und Sehenswürdigkeiten

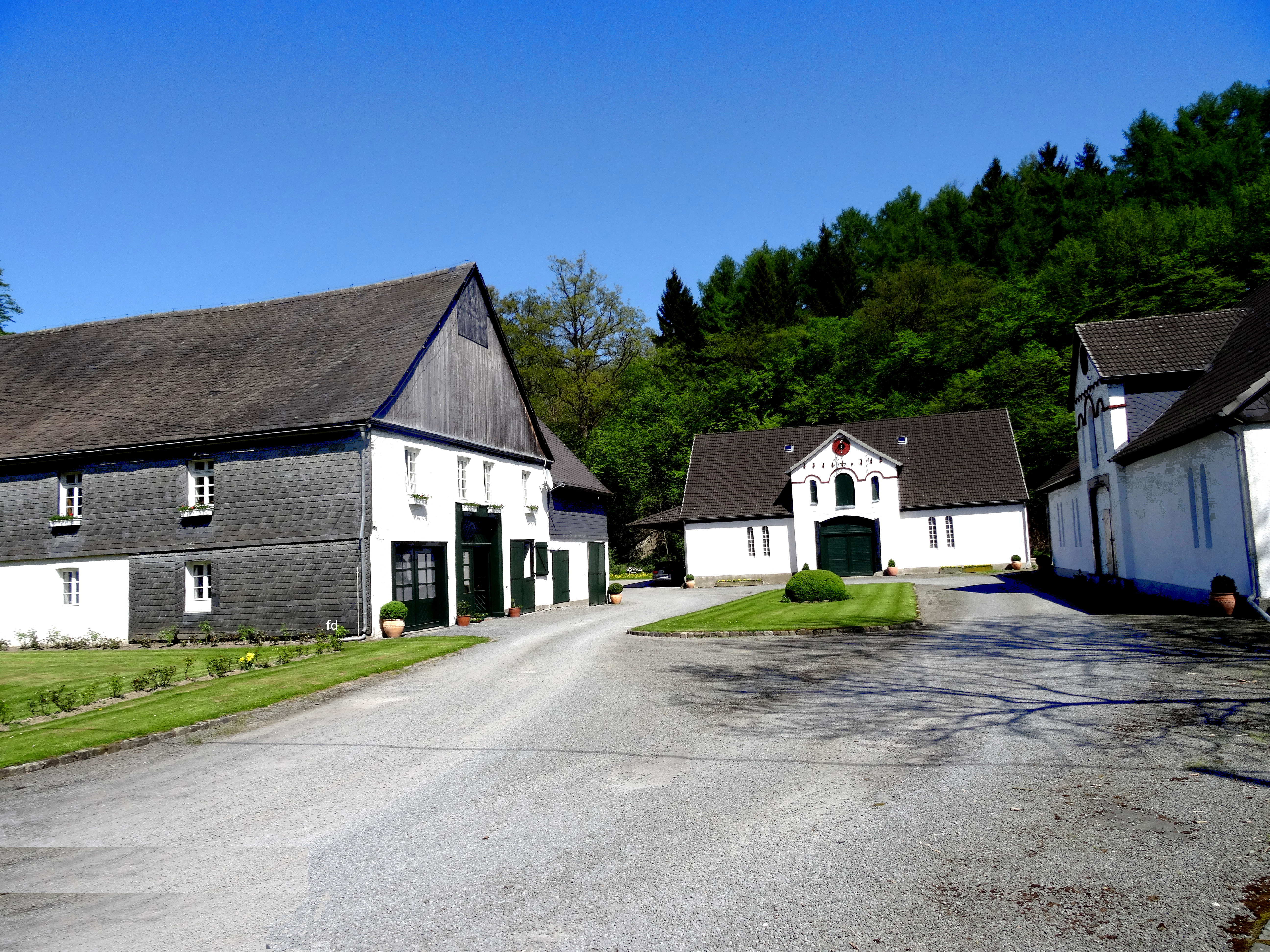
Gut Stesse

Am 15. März 1985 wurde das Gut Stesse in die Denkmalliste der Stadt Meschede aufgenommen.